# Rhinella acrolopha
Rhinella acrolopha, é uma espécie de sapo da família Bufonidae . Encontra-se na Serranía del Darién no leste do Panamá (incluindo o Parque Nacional Darién ) e no noroeste imediatamente adjacente da Colômbia, no Parque Nacional Los Katios. O nome específico acrolopha é derivado do grego akrolophos, que significa crista de uma montanha ou cume, e refere-se à ocorrência isolada desta espécie em altas altitudes na Serranía del Darién. No entanto, a União Internacional para a Conservação da Natureza (IUCN) a caracteriza como uma espécie de planície.

## Descrição
Os machos podem crescer até 38 mm (1.5 in) e adulto até 45 mm (1.8 in) no comprimento focinho-ventilação . O focinho é acuminado na face dorsal e longo, direcionado anteroventralmente e truncado terminalmente na face lateral. O tímpano está ausente. As cristas supraorbital, pós-orbital e supratimpânica estão presentes, enquanto a crista pré-timpânica tem ocorrência variável e a crista occipital está presente, mas indistinta. Os dedos têm rudimentos de teia. Os dedos são parcialmente palmados. A coloração dorsal varia de castanho amarelado a castanho avermelhado e escuro . Alguns indivíduos têm uma faixa vertebral parcial ou completa. A íris é bronze com reticulações pretas.

## Habitat e Conservação
Rhinella acrolopha ocorre em terras baixas úmidas e florestas montanhosas a altitudes de cerca de 1,400 m (4,600 ft) acima do nível do mar, embora a descrição original da espécie indicasse seu alcance altitudinal como 1,265–1,481 m (4,150–4,859 ft).  É uma espécie terrestre. As populações conhecidas estão dentro de áreas protegidas, fora das quais provavelmente estaria ameaçada pela perda de habitat causada pelo desenvolvimento agrícola, cultivo de culturas ilegais (poluição por pulverização), extração de madeira e assentamento humano.